# Chór Parafii Farnej w Poznaniu

## Historia
Chór powstał 28 lutego 1995 roku. Inicjatorami założenia chóru byli parafianie farni - bracia Paweł i Maciej Grosz. Chór jest zespołem czterogłosowym, mieszanym. Oprócz śpiewania na mszach św. odprawianych w Farze w niedziele, w czasie dni odpustowych oraz z okazji uroczystości kościelnych i państwowych - chór dał kilkadziesiąt koncertów pieśni religijnych w kościołach, szpitalach i domach opieki społecznej
na terenie Poznania i Wielkopolski. W 2008 roku wystąpił z koncertami kolęd na Litwie, a w 2010 na Ukrainie.
Chór Parafii Farnej jest jednym z członków założycieli poznańskiego oddziału Związku Chórów Kościelnych „Caecilianum”.

## Dyrygent
- Maciej Grosz (luty 1995 - wrzesień 2000)
- Paweł Łuczak (od września 2000)

## Osiągnięcia
- 2004 nagroda specjalna burmistrza dzielnicy Praga-Północ na IV Ogólnopolskim Konkursie Chórów Kościelnych „Caecilianum” w Warszawie
- 2007 I nagroda w kategorii chórów mieszanych na I Ogólnopolskim Przeglądzie Pieśni Sakralnej „Vox Domini” w Prusicach
- 2008 „Złoty Cherubin” na I Oleśnickim Festiwalu Pieśni Chóralnej „Kolędy i Pastorałki” w Oleśnicy
- 2008 I nagroda w kategorii chórów kościelnych na III Ogólnopolskim Konkursie „Ars Liturgica” w Toruniu[1]
- 2010 Srebrne Pasmo na V Ogólnopolskim Konkursie Kolęd i Pastorałek w Chełmnie
- 2010 II miejsce na IV Międzynarodowym Festiwalu Pieśni Maryjnej w Częstochowie.

## Repertuar
Od momentu powstania zespół zdołał przygotować ponad 150 pieśni. Wśród nich wymienić można kolędy, wielogłosowe transkrypcje popularnych pieśni kościelnych oraz utwory znanych kompozytorów minionych epok: Josquina des Prés, Wolfganga Amadeusa Mozarta, Mikołaja Gomółki, Wacława z Szamotuł, Stanisława Moniuszki czy Józefa Świdra

## Nagrania
- 2010 „Najpiękniejsze Kolędy"